# Muntazar al-Zaidi
Muntazar al-Zaidi (arabiska: منتظر الزيدي), född 15 januari 1979, är en irakisk journalist som arbetar som korrespondent för irakisk-ägda, Egypten-baserade Al-Baghdadia TV. Al-Zaids journalistik fokuserar på människor som fallit offer för Irakkriget.
Den 16 november 2007 kidnappades al-Zaidi av okända personer i Bagdad. Han har vid två tillfällen arresterats av amerikansk militär i Irak. Den 14 december 2008 kastade al-Zaidi sina skor mot USA:s förre president George W. Bush, som en protest, under en presskonferens i Bagdad. 

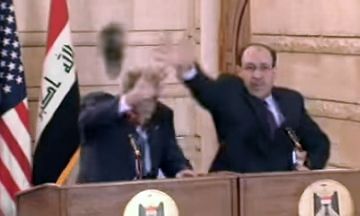
Bilden visar president George W. Bush och premiärminister Nuri al-Maliki och den sko som attackerar.

Han skadades under omhändertagandet som följde på aktionen; anklagelser har framförts om att han ska ha torterats i amerikanskt förvar.
Den 20 februari 2009 hölls en kort 90-minuters rättegång om skokastningen. Den 12 mars 2009 dömdes al-Zaidi till tre års fängelse för överfall mot en utländsk statschef under ett officiellt besök. Den 7 april mildrades domen från tre år till ett år. Den 15 september 2009 frigavs han i förtid efter gott uppförande under fängelsetiden.